# فرگوسن کراس‌رودز (آرکانزاس)
فرگوسن کراس‌رودز (به انگلیسی: Ferguson Crossroads) یک منطقهٔ مسکونی در ایالات متحده آمریکا است که در شهرستان میلر، آرکانزاس واقع شده‌است. فرگوسن کراس‌رودز ۹۸٫۱۵ متر بالاتر از سطح دریا واقع شده‌است.